# 絲山秋子
絲山 秋子（いとやま あきこ、1966年11月22日 - ）は、日本の小説家。2006年から群馬県高崎市在住。高崎経済大学非常勤理事および非常勤講師。本名・西平秋子。「絲山」は曽祖父の弁護士・絲山貞規からとった。父は統計学者の西平重喜。

## 来歴・人物
東京都世田谷区出身。東京都立新宿高等学校、早稲田大学政治経済学部経済学科卒。卒業後、住宅設備機器メーカー営業職として数度の転勤を経験。1998年に躁鬱病を患い休職、入院。入院中に小説の執筆を始める。2001年退職。
2003年、『イッツ・オンリー・トーク』で第96回文學界新人賞を受賞し小説家デビュー。受賞時ペンネームは「あき子」だったが、デビューに際して「秋子」とした。同作品で第129回芥川賞候補となる。2004年、『袋小路の男』で第30回川端康成文学賞受賞。
2005年、『海の仙人』で第55回芸術選奨文部科学大臣新人賞受賞、『逃亡くそたわけ』で第133回直木賞候補および第27回野間文芸新人賞候補。同年、『沖で待つ』で第134回芥川賞を受賞した。2016年、『薄情』で第52回谷崎潤一郎賞を受賞。
「イッツ・オンリー・トーク」は廣木隆一監督によって『やわらかい生活』のタイトルで映画化されている。2011年度の1年間、法政大学の客員教授を務めた。2015年6月より高崎経済大学非常勤理事。
前橋市内の書店で絲山房というコーナーを設けて執筆風景を一般公開している。また、ラジオ高崎でパーソナリティをしている。

### 好きな作家
外部リンクの『作家の読書道』では、ビュトール、ヘンリー・ミラー、セリーヌ、宮沢賢治、井伏鱒二などを挙げている。

## 受賞歴
- 2003年（平成15年） - 第96回文學界新人賞（『イッツ・オンリー・トーク』）
- 2004年（平成16年） - 第30回川端康成文学賞（『袋小路の男』）
- 2005年（平成17年） - 第55回芸術選奨文部科学大臣新人賞（『海の仙人』）
- 2005年（平成17年） - 第134回芥川龍之介賞（『沖で待つ』）
- 2016年（平成28年） - 第52回谷崎潤一郎賞（『薄情』）

## 評価
文庫版『海の仙人』の後書きを手掛けた文芸評論家の福田和也は『SPA!』2008年10月21日号の坪内祐三との連載対談で、『ばかもの』を絶賛して、絲山が村上春樹を駆逐する存在になるのではないか、と評した。

## 絲山賞
一年に読んだ書籍の中で一番面白かった作品を「絲山賞」としてブログで発表している。ブログ上の企画に過ぎないが、受賞作の帯にその旨が記載されるなど、一定の評価がある。
- 第1回（2004年度）
  - 古処誠二『接近』
  - 町田康『パンク侍、斬られて候』
- 第2回（2005年度）
  - 赤染晶子『うつつ うつら』
- 第3回（2006年度）
  - 多和田葉子『海に落とした名前』
- 第4回（2007年度）
  - 筒井康隆『ダンシング・ヴァニティ』
- 第5回（2008年度）
  - 鹿島田真希『ゼロの王国』
- 第6回（2009年度）
  - ドナルド・キーン『日本人の戦争　作家の日記を読む』
- 第7回（2010年度）
  - 木下古栗『いい女vs.いい女』
- 第8回（2011年度）
  - 松浦寿輝『不可能』
- 第9回（2012年度）
  - 由井鮎彦『会えなかった人』
- 第10回（2013年度）
  - 小川洋子『ことり』
- 第11回（2014年度）
  - 宮部みゆき『荒神』
- 第12回（2015年度）
  - 臺弘『誰が風を見たか 増補版 ある精神科医の生涯』
  - 小川義文写真集『MOMENT OF TRUTH』
- 第13回（2016年度）
  - 都築響一『圏外編集者』
- 第14回（2017年度）
  - 前野ウルド浩太郎『バッタを倒しにアフリカへ』
- 第15回（2018年度）
  - 内田洋子『モンテレッジォ 小さな村の旅する本屋の物語』
- 第16回（2019年度）
  - 杉山雅彦『ニッポンのはたらく人たち』
- 第17回（2020年度）
  - 西崎憲『未知の鳥類がやってくるまで』
- 第18回（2021年度）
  - 藤沢周『世阿弥最後の花』
- 第19回（2022年度）
  - 松尾亮太『考えるナメクジ　人間をしのぐ驚異の脳機能』
- 第20回（2023年度）
  - マーク・ヴァンホーナッカー著 岡本由香子訳『グッド・フライト、グッド・ナイト　パイロットが誘（いざな）う最高の空旅』

## 映画脚本を巡る訴訟
- 絲山の小説・『イッツ・オンリー・トーク』を原作とした映画『やわらかい生活』を巡り、制作会社ステューディオ スリーが、2003年に作品の著作権を管理する文藝春秋との間で原作使用契約を締結し、脚本家・荒井晴彦が脚本を執筆。その後、この脚本が、社団法人日本シナリオ作家協会が編纂・発行する『年鑑代表シナリオ集』の収録作品に選ばれ、収録して出版することになったが、絲山側が「脚本を活字として残したくない」として出版を拒否したため、収録不可能となり、出版できなくなった。契約には「慣行に反する許諾拒否は行わない」と明記されていることから、荒井並びにシナリオ作家協会側は「出版拒否は契約違反」と主張し、絲山を相手取って出版妨害の禁止等を求め東京地裁に提訴した[9]。なお、この時請求した損害賠償額は1円だった。
- 2010年9月10日、東京地裁は荒井らの請求を棄却し、絲山の勝訴となった[10]。判決は、原作使用契約はステューディオ スリーと文藝春秋の間に結ばれていて、当事者ではない荒井並びにシナリオ作家協会側が許諾を求めることはできない、としている。また、脚本の利用に関して荒井の権利は絲山の合意によらなければ行使できない、としている[11]。
- 2011年3月23日、知財高裁は荒井らの控訴を却下又は棄却し、控訴審でも絲山の勝訴となった。控訴審では、絲山の出版拒否が権利濫用に該当するか否かが争われた。原告側は、脚本の出版を阻止することによって守られる絲山の利益は、荒井並びにシナリオ作家協会の逸失利益に比べて客観的に小さいものなので、権利濫用にあたるとした。判決は、絲山が許諾を与えないことは、正当な権利行使の範囲内のものであって、権利濫用にはあたらない、とした[12]。
- 2012年2月16日、最高裁は荒井らの上告申し立てを不受理とし、知財高裁の判決が確定した。
- 訴訟の全過程を通じて、荒井並びにシナリオ作家協会側は『シナリオ』誌上で絲山の非を鳴らしつづけたが、一方、絲山秋子ウェブサイトは訴訟について全く触れなかった。

## 作品一覧

### 小説
- 『イッツ・オンリー・トーク』2004年、文藝春秋、のち文庫、ISBN 9784167714017
  - イッツ・オンリー・トーク（『文學界』2003年6月号）
  - 第七障害（『文學界』2003年9月号）
- 『海の仙人』2004年、新潮社、のち文庫、ISBN 9784101304519
  - 初出:『新潮』2003年12月号
- 『袋小路の男』2004年、講談社、のち文庫、ISBN 9784062758840
  - 袋小路の男（『群像』2003年12月号）
  - 小田切孝の言い分（『群像』2004年7月号）
  - アーリオオーリオ（『群像』2004年10月号）
- 『逃亡くそたわけ』（書き下ろし）2005年、中央公論新社、のち講談社文庫、ISBN 9784062758062
- 『スモールトーク』（2005年、二玄社、のち角川文庫、ISBN 9784544040999）
  - スモールトーク（『NAVI』連載）
  - 書き下ろしエッセイ、徳大寺有恒との対談を収録。
  - ダイナモ（『野性時代』2008年2月号）
- 『ニート』（2005年、角川書店）のち文庫
  - ニート
  - ベル・エポック（『野性時代』2004年7月号）
  - 2＋1（『野性時代』2005年8月号）
  - へたれ（『野性時代』2005年9月号）
  - 愛なんかいらねー（『新潮』2005年2月号）
- 『沖で待つ』（2006年、文藝春秋）のち文庫
  - 沖で待つ（『文學界』2005年9月号）
  - 勤労感謝の日（『文學界』2004年5月号）
- 『エスケイプ/アブセント』（2006年、新潮社）のち文庫
  - 初出:『新潮』2006年11月号
- 『ダーティ・ワーク』（2007年、集英社）のち文庫
  - worried about you（『小説すばる』2005年10月号）
  - sympathy for the devil（『小説すばる』2005年12月号）
  - moonlight mile（『小説すばる』2006年2月号）
  - before they make me run（『小説すばる』2006年4月号）
  - miss you（『小説すばる』2006年6月号）
  - back to zero（『小説すばる』2006年8月号）
  - beast of burden（『小説すばる』2006年10月号）
- 『ラジ&ピース』（2008年、講談社）のち文庫
  - ラジ＆ピース（『群像』2008年7月号）
  - うつくすま　ふぐすま
- 『ばかもの』（2008年、新潮社）のち文庫
  - ばかもの（『新潮』2008年1月号 - 8月号連載）
- 『妻の超然』（2010年、新潮社）のち文庫
- 『末裔』講談社 2011年 のち新潮文庫
- 『不愉快な本の続編』新潮社 2011年 のち文庫
  - 短編集『ニート』に収録されている「愛なんかいらねー」の続編にあたる
- 『忘れられたワルツ』新潮社 2013年 のち河出文庫
  - 恋愛雑用論
  - 強震モニタ走馬燈
  - 葬式とオーロラ
  - ニイタカヤマノボレ
  - NR
  - 忘れられたワルツ
  - 神と増田喜十郎
- 『離陸』文藝春秋 2014　のち文庫
- 『薄情』新潮社 2015　のち河出文庫
- 『小松とうさちゃん』河出書房新社 2016　のち文庫
- 『夢も見ずに眠った。』河出書房新社 2019
- 『御社のチャラ男』講談社 2020
- 『まっとうな人生』河出書房新社 2022
- 『神と黒蟹県』文藝春秋 2023

### 随筆
- 『絲的メイソウ』（2006年、講談社）のち文庫
  - 『小説現代』連載
- 『豚キムチにジンクスはあるのか 絲的炊事記』（2007年、マガジンハウス）のち講談社文庫
  - 　『Hanako』連載
- 『北緯14度』（2008年、講談社）のち文庫
- 『絲的サバイバル』（2009年、講談社）のち文庫
- 『絲山秋子の街道を行ぐ』上毛新聞出版部 2015年
- 『絲的ココロエ 「気の持ちよう」では治せない』日本評論社 2019

## ラジオ出演
- ビタミンカフェ（2006年 - 2015年3月、FMぐんま）[2] - 水曜日のパーソナリティ
- 絲山秋子のゴゼンサマ」（2015年10月2日 - 、ラジオ高崎）毎週金曜日　05:45 -